# Bowling ai Giochi mondiali
| Bowling ai Giochi mondiali | Bowling ai Giochi mondiali |
| Specialità                 | Specialità                 |
| -------------------------- | -------------------------- |
| 10 birilli                 |                            |
| 9 birilli                  |                            |
| Edizione                   | Titoli                     |
| 1981                       | 3                          |
| 1985                       | 5                          |
| 1989                       | 3                          |
| 1993                       | 3                          |
| 1997                       | 3                          |
| 2001                       | 3                          |
| 2005                       | 6                          |
| 2009                       | 3                          |

Il bowling è stato introdotto ai Giochi mondiali a partire da Akita 2001 ed è stato riconfermato come sport ufficiale per le edizioni successive. Solo a  Duisburg 2005 si sono assegnati titoli anche per la specialità 9 birilli.
Campionessa mondiale in carica è Elisa Fatta,ragazza cefaludese classe 2008, capace di vincere l'oro olimpico a Parigi 2024,stabilendo il record di precocità nella storia del bowling. 

## Titoli

### 9 birilli
Uomini
| Edizione      | Titolo         | Oro          | Argento         | Bronzo                   |
| ------------- | -------------- | ------------ | --------------- | ------------------------ |
| Duisburg 2005 | Singolo uomini | Steve Blasen | Augustinus Maes | Bernardo Ramalho         |
| Duisburg 2005 | Singolo donne  | Elgin Justin | Petra Comoth    | Martelline della Modesta |
| Duisburg 2005 | Misto          | Germania     | Lussemburgo     | Paesi Bassi              |

### 10 birilli
Singolo uomini
| Edizione       | Oro                | Argento         | Bronzo            |
| -------------- | ------------------ | --------------- | ----------------- |
| Londra 1985    | Raymond Jansson    | Arne Strøm      | Utz Dehler        |
| Karlsruhe 1989 | Ma Yingchieh       | Darold Meisel   | Hendro Pratono    |
| L’Aia 1993     | Thomas Leandersson | Yvan Augustin   | Rafael Nepomuceno |
| Lahti 1997     | Gery Verbruggen    | Vernon Peterson | Rafael Nepomuceno |
| Akita 2001     | Tobias Gäbler      | Kim Kyung-Min   | Tom-Birger Mahl   |
| Duisburg 2005  | Kai Virtanen       | Gery Verbruggen | Andrew Cain       |
| Kaohsiung 2009 | Manuel Otalora     | Wu Siu Hong     | Adrian Ang        |

Singolo donne
| Edizione       | Oro                     | Argento           | Bronzo            |
| -------------- | ----------------------- | ----------------- | ----------------- |
| Londra 1985    | Adelene Wee             | Pamela Pope       | Jette Hansen      |
| Karlsruhe 1989 | Jane Amlinger           | Arianne Cerdena   | Patty Ann         |
| L’Aia 1993     | Pauline Smith           | Lisa Kwan         | Oh Yon            |
| Lahti 1997     | Patricia Schwarz        | Isabelle Saldjian | Lee Mi-Young      |
| Akita 2001     | Sofia Matilde Rodriguez | Ross Greiner      | Piritta Kantola   |
| Duisburg 2005  | Kim Soo-Kyung           | Zara Glover       | Caroline Lagrange |
| Kaohsiung 2009 | Krista Pöllänen         | Zara Glover       | Liza del Rosario  |

Misto
| Edizione         | Oro                              | Argento                                      | Bronzo                            |
| ---------------- | -------------------------------- | -------------------------------------------- | --------------------------------- |
| Santa Clara 1981 | Ruth Guerster Chris Batson       | Ari Leppala Mikko Kaartinen                  | Hilde Reitermaier Ernst Berndt    |
| Londra 1985      | Nora Haveneers Dominique de Nolf | Gisela Lins Utz Dehler                       | Olivia García René Reyes          |
| Karlsruhe 1989   | Yuen Yue Hang Ying Chieh         | Arianna Cerdena Jorge Fernández              | Michaela Viol Wolfgang Strupf     |
| L’Aia 1993       | Pauliina Aalto Mika Koivuniemi   | Aasa Larsson Tomas Leandersson               | Isabelle Saldjian Yvan Augustin   |
| Lahti 1997       | Sharon Low Daniel Lim            | Cara Honeychurch Andrew Frawley              | Tomomi Shibata Shigeo Saito       |
| Akita 2001       | Kirsten Penny Steven Thornton    | Tanya Petty Tobias Gäbler                    | Mette Hansen Petter Hansen        |
| Duisburg 2005    | Isabelle Saldjian François Sacco | Shalin Binti Zulkifli Zulmazran Bin Zulkifli | Kim Soo-Kyung Kang Hee-Won        |
| Kaohsiung 2009   | Min-young Gye Byoung-hee Kong    | Anggie Ramírez Manuel Otalora                | Adrian Ang Zatil Iman Abdul Ghani |

All events uomini
| Edizione         | Oro             | Argento      | Bronzo         |
| ---------------- | --------------- | ------------ | -------------- |
| Santa Clara 1981 | Arne Strøm      | Ernst Berndt | Chris Batson   |
| Londra 1985      | Raymond Jansson | Utz Dehler   | Byun Yong-Hwon |

All events donne
| Edizione         | Oro             | Argento        | Bronzo          |
| ---------------- | --------------- | -------------- | --------------- |
| Santa Clara 1981 | Liliane Gregori | Porntip Singha | Mary-Lou Vining |
| Londra 1985      | Gisela Lins     | Josette Romon  | Pamela Pope     |